# ناحیه اندالوژیا، شهرستان راک ایسلند، ایلینوی
شهرستان اندالوژیا، بخش راک ایسلند، ایلینواز (به انگلیسی: Andalusia Township, Rock Island County, Illinois) یک منطقهٔ مسکونی در ایالات متحده آمریکا است که در ایلی‌نوی واقع شده‌است.

## خصوصیات
شهرستان اندالوژیا ۲٬۲۹۹ نفر جمعیت دارد.